# Donato Antonio De Marinis
Donato Antonio De Marinis (Giungano, 1599 – Napoli, 1666) è stato un avvocato e magistrato italiano.

## Biografia

Resolutionum juris, 1758(Fondazione Mansutti, Milano).

Di umile origine, nacque nel Principato Citra e si laureò in diritto a Napoli, dove iniziò la carriera forense. In seguito divenne giudice di vicarìa e poi Presidente di Camera, finché Filippo IV lo nominò reggente del Supremo Consiglio d'Italia. Alla sua morte lasciò le proprietà all'ordine dei carmelitani scalzi del convento di Santa Teresa a Napoli, indicando che la biblioteca restasse a disposizione degli studenti. Le sue opere stampate sono le risoluzioni magistrali, in particolare le Decisiones Regiae Camerae summariae neapolitanae.